# Masaru Arai
Masaru Arai (新井 優 Arai Masaru?, nacido en 1952) es un astrónomo japonés aficionado y descubridor de asteroides y cometas.
El Centro de Planetas Menores le acredita el descubrimiento de 45 asteroides junto con su colega Hiroshi Mori entre 1988 y 1991. El 5 de enero de 1991 descubrió el Cometa Arai C/1991 A2 (Arai).
El asteroide del Cinturón principal (21082) Araimasaru, descubierto desde el Observatorio de Okutama en 1991 por Tsutomu Hioki y Shuji Hayakawa, fue nombrado en su honor. La publicación de la denominación fue publicada el 6 de enero de 2003 (M.P.C. 47301).
| Asteroides descubiertos: 45                                       | Asteroides descubiertos: 45 |
| ----------------------------------------------------------------- | --------------------------- |
| (3823) Yorii                                                      | 10 de marzo de 1988         |
| (3996) Fugaku                                                     | 5 de diciembre de 1988      |
| (4262) DeVorkin                                                   | 5 de febrero de 1989        |
| (4291) Kodaihasu                                                  | 2 de noviembre de 1989      |
| (4495) Dassanowsky                                                | 6 de noviembre de 1988      |
| (4901) Ó Briain                                                   | 3 de noviembre de 1988      |
| (5732) 1988 WC                                                    | 29 de noviembre de 1988     |
| (5746) 1991 CK                                                    | 5 de febrero de 1991        |
| (5913) 1990 BU                                                    | 21 de enero de 1990         |
| (6299) Reizoutoyoko                                               | 5 de diciembre de 1988      |
| (6325) 1991 EA1                                                   | 14 de marzo de 1991         |
| (6380) Gardel                                                     | 10 de febrero de 1988       |
| (6638) 1989 CA                                                    | 2 de febrero de 1989        |
| (6703) 1988 CH                                                    | 10 de febrero de 1988       |
| (6704) 1988 CJ                                                    | 10 de febrero de 1988       |
| (6709) Hiromiyuki                                                 | 2 de febrero de 1989        |
| (6823) 1988 ED1                                                   | 12 de marzo de 1988         |
| (6900) 1988 XD1                                                   | 2 de diciembre de 1988      |
| (7409) 1990 BS                                                    | 21 de enero de 1990         |
| (7417) 1990 YE                                                    | 19 de diciembre de 1990     |
| (7522) 1991 AJ                                                    | 9 de enero de 1991          |
| (7570) 1989 CP                                                    | 5 de febrero de 1989        |
| (7576) 1990 BN                                                    | 21 de enero de 1990         |
| (7643) 1988 VQ1                                                   | 6 de noviembre de 1988      |
| (8484) 1988 VM2                                                   | 10 de noviembre de 1988     |
| (8506) 1991 CN                                                    | 5 de febrero de 1991        |
| (9952) 1991 AK                                                    | 9 de enero de 1991          |
| (10776) Musashitomiyo                                             | 12 de febrero de 1991       |
| (11038) 1989 EE1                                                  | 8 de marzo de 1989          |
| (11515) Oshijyo                                                   | 12 de febrero de 1991       |
| (12255) 1988 XR1                                                  | 7 de diciembre de 1988      |
| (13017) Owakenoomi                                                | 18 de marzo de 1988         |
| (15737) 1991 CL                                                   | 5 de febrero de 1991        |
| (16431) 1988 VH1                                                  | 6 de noviembre de 1988      |
| (16432) 1988 VL2                                                  | 10 de noviembre de 1988     |
| (16526) 1991 DC                                                   | 17 de febrero de 1991       |
| (19979) 1989 VJ                                                   | 2 de noviembre de 1989      |
| (21017) 1988 VP                                                   | 3 de noviembre de 1988      |
| (23479) 1991 CG                                                   | 5 de febrero de 1991        |
| (39537) 1990 VV2                                                  | 12 de noviembre de 1990     |
| (43773) 1989 AJ                                                   | 4 de enero de 1989          |
| (48436) 1989 VK                                                   | 2 de noviembre de 1989      |
| (52269) 1988 CU                                                   | 13 de febrero de 1988       |
| (65677) 1989 EB1                                                  | 1 de marzo de 1989          |
| Todos descubiertos en colaboración con el astrónomo Hiroshi Mori. |                             |